# België op het Eurovisiesongfestival 1957
België nam deel aan het Eurovisiesongfestival 1957 in Frankfurt am Main, West-Duitsland. Het was de 2de deelname van het land op het Eurovisiesongfestival. De NIR was verantwoordelijk voor de Belgische bijdrage voor de editie van 1957.

## Selectieprocedure
Bobbejaan Schoepen werd door de NIR gekozen om voor het eerste Nederlandstalige lied van België op het Eurovisiesongfestival te zorgen. Hij kreeg de opdracht drie nummers te schrijven voor een nationale voorronde. De show De TV maakt muziek werd uitgezonden op 19 februari 1957. De videoclips van de drie nummers werden getoond aan het publiek. Er werd medegedeeld dat een vakjury het winnende lied zou kiezen. Uiteindelijk koos die jury voor het lied Straatdeuntje.

### Uitslag
| Plaats | Artiest            | Lied                      |
| ------ | ------------------ | ------------------------- |
| 1      | Bobbejaan Schoepen | Straatdeuntje             |
| 2      | Bobbejaan Schoepen | Zomernacht in Gay Paree   |
| 3      | Bobbejaan Schoepen | Het beeld van mijn moeder |

## In Frankfurt am Main
In West-Duitsland trad België als eerste van tien deelnemende landen aan, gevolgd door Luxemburg. Aan het einde van de avond stond België op een achtste plaats, met vijf punten. België kreeg één punt van Zwitserland en twee punten van Denemarken en West-Duitsland.
België · Denemarken · Duitsland · Frankrijk · Italië · Luxemburg · Nederland · Oostenrijk · Verenigd Koninkrijk · Zwitserland
1956 · 1957 · 1958 · 1959 · 1960 · 1961 · 1962 · 1963 · 1964 · 1965 · 1966 · 1967 · 1968 · 1969 · 1970 · 1971 · 1972 · 1973 · 1974· 1975 · 1976 · 1977 · 1978 · 1979 · 1980 · 1981 · 1982 · 1983 · 1984 · 1985 · 1986 · 1987 · 1988 · 1989 · 1990 · 1991 · 1992 · 1993 · 1994 · 1995 · 1996 · 1997 · 1998 · 1999 · 2000 · 2001 · 2002 · 2003 · 2004 · 2005 · 2006 · 2007 · 2008 · 2009 · 2010 · 2011 · 2012 · 2013 · 2014 · 2015 · 2016 · 2017 · 2018 · 2019 · 2020 · 2021 · 2022 · 2023 · 2024 · 2025